# ژاباره (توپولا)
ژاباره (به صربی: Žabare) یک منطقهٔ مسکونی در صربستان است که در توپولا واقع شده‌است.